# Avenida Engenheiro Armando de Arruda Pereira
A Avenida Engenheiro Armando de Arruda Pereira é uma importante avenida localizada no distrito do Jabaquara, na zona centro-sul do município de São Paulo. 
Seu início se dá ao final da Avenida Jabaquara e depois do Viaduto Jabaquara, que cruza a Avenida dos Bandeirantes. Se estende até a divisa com a cidade de Diadema, onde seu prolongamento tem o nome de Avenida Conceição, antigo nome dessa avenida.
Seus principais centros de comércio situam-se nas proximidades das estações Conceição e Jabaquara, da Linha 1-Azul do Metrô.
O nome é uma homenagem ao engenheiro e ex-prefeito de São Paulo Armando de Arruda Pereira.

## Dados
- Tem aproximadamente seis quilômetros de extensão, sendo a maior via do distrito do Jabaquara;
- Tem em seu percurso duas estações do Metrô e o Terminal Metropolitano Jabaquara, além de ter, em suas proximidades, o Terminal Rodoviário Jabaquara, que abriga diversas linhas com destino à Baixada Santista;[1][2][5]
- No trecho entre o Terminal Metropolitano e a divisa com Diadema existe o Corredor Metropolitano São Mateus–Jabaquara. O trecho do corredor que percorre a avenida faz a ligação dos tróleibus que saem do Terminal Jabaquara em direção aos municípios de Diadema e São Bernardo do Campo, no ABC Paulista;
- É nesta avenida que situam-se importantes locais da cidade, como o Centro Empresarial do Aço, e também as sedes do Banco Itaú[6] e da igreja Seicho-No-Ie.[7] Além disso, a avenida também abriga a sede da Subprefeitura do Jabaquara.[8]
- A avenida possui ciclovias nos trechos entre as avenidas Doutor Hugo Beolchi e Engenheiro George Corbisier, e entre a Rua dos Jequitibás/dos Comerciários e a Avenida Fulfaro, na divisa com Diadema.[9][10]